# Splitter (Munition)

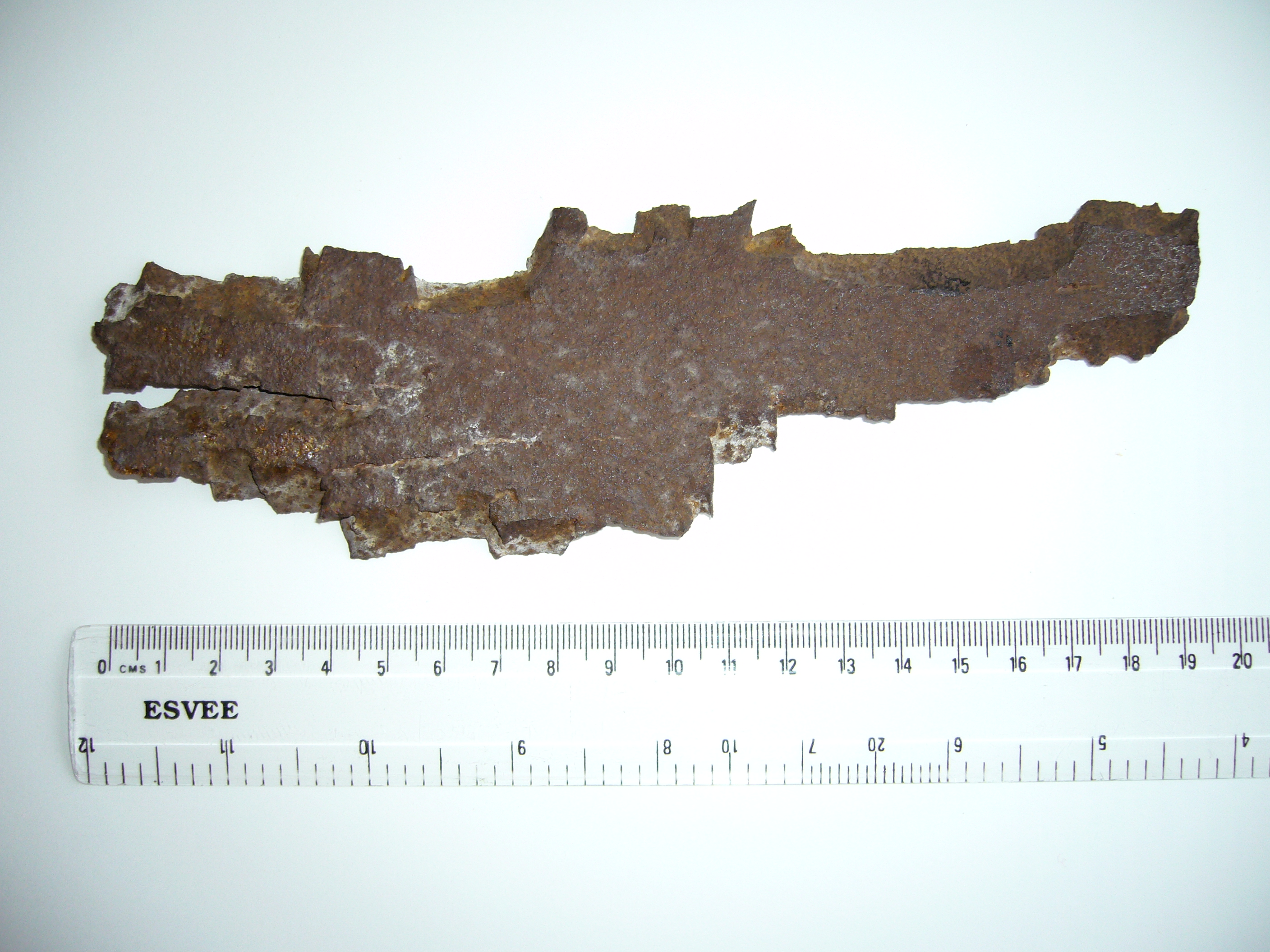
Granatsplitter aus dem Zweiten Golfkrieg

Im militärischen Kontext bezeichnet man als Splitter die Fragmente, die bei der Detonation einer Munition entstehen und mit hoher Geschwindigkeit weggeschleudert werden. Diese Splitter können entweder primäre Splitter – direkt aus der zerbrechenden Hülle der Munition – oder sekundäre Splitter – aus umliegendem Material wie Boden, Gebäuden oder Fahrzeugteilen – sein. Primärsplitter sind meist relativ klein, erreichen aber Anfangsgeschwindigkeiten von mehreren Tausend Metern pro Sekunde und bleiben selbst in größerer Entfernung tödlich. Sekundärsplitter dagegen sind oft größer, bewegen sich mit einigen Hundert Metern pro Sekunde und haben eine geringere Reichweite.
Die Funktion von Splittern besteht darin, durch ihre kinetische Energie und scharfen Kanten Ziele zu verletzen oder zu zerstören. In der Regel sind die Splitter – und nicht Druckwelle oder Hitze – der Hauptwirkmechanismus von Splittermunition. Beim Aufprall können Splitter Gewebe durchschlagen, strukturelle Schäden an Fahrzeugen verursachen und empfindliche Komponenten zerstören. So wird berichtet, dass bei Explosionen von Artilleriegranaten die meisten Verwundungen und Todesfälle auf Splitter zurückzuführen sind. Die Streuung zahlreicher Fragmente erhöht die Trefferwahrscheinlichkeit gegen weiche Ziele im Umkreis der Detonation deutlich.
Splitter verursachen primär Durchdringungs- und Schrapnellverletzungen. Kleine, schnelle Fragmente können tief in den Körper eindringen und lebenswichtige Organe oder Blutgefäße schädigen. Größere Fragmente übertragen mehr Energie und können Gliedmaßen schwer verletzen oder abtrennen. Gegen ungeschützte Infanterie ist die Splitterwirkung meist verheerend: Ein einzelnes explosiv getriebenes Geschoss (z. B. eine Granate) wirkt ähnlich einer Schrotladung, die ein großes Gebiet mit Metallsplittern übersät. Splitter können in einem Kegel oder radial in alle Richtungen um den Explosionspunkt fliegen, abhängig von Munitionsform und Zündung. Moderne Entwicklungen erlauben es sogar, die Fragmentwolke gezielt zu formen oder zu richten, um die Effektivität gegen bestimmte Ziele zu erhöhen und Kollateralschäden zu verringern.

## Entwicklung der Splittermunition

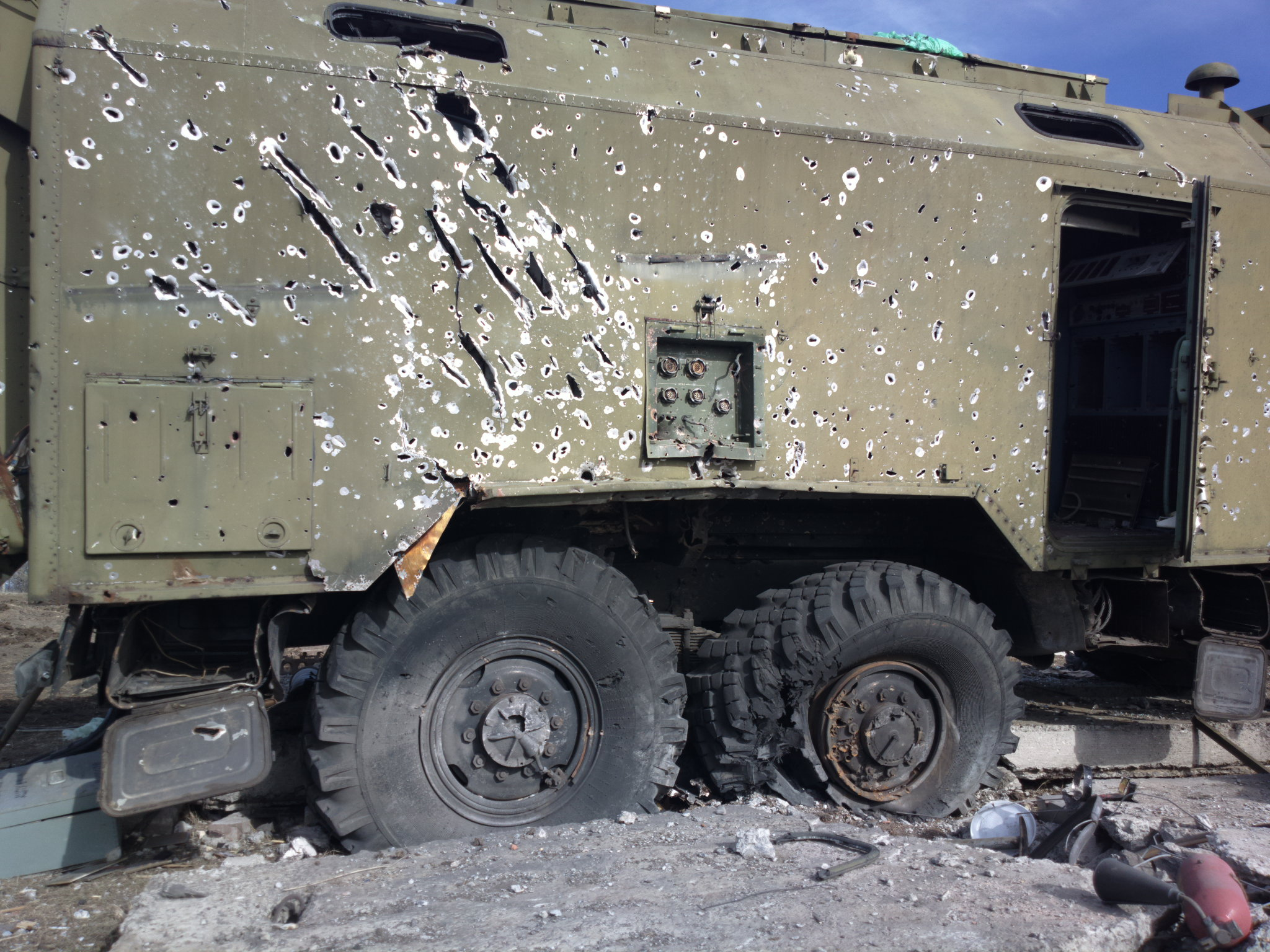
Charakteristische Schäden durch Splitter am Aufbau eines Lastwagens im
Ukrainekrieg 2015

Der Einsatz von Splitterwirkung als Waffeneffekt hat eine lange Entwicklung durchlaufen. Frühe Explosivgeschosse wie handgeworfene Granaten im 16.–18. Jahrhundert bestanden oft aus gusseisernen Hohlkugeln, die mit Schwarzpulver gefüllt waren. Bei der Explosion zersprang das spröde Gusseisen in zahlreiche scharfe Trümmerstücke, die als Splitter im Umkreis wirkten. Teilweise wurden auch zusätzliche Materialien wie Metallkugeln oder sogar Porzellanscherben in Bomben eingebracht, um die Splitterwirkung zu erhöhen (frühe Vorläufer der Schrapnellladung).

### 19. Jahrhundert
Einen bedeutenden Fortschritt stellte zu Beginn des 19. Jahrhunderts die Entwicklung der Schrapnellgranate dar. Im Jahr 1784 erfand Henry Shrapnel ein Artilleriegeschoss, das anstelle einer dicken Wandung zahlreiche Bleikugeln enthielt. Diese Kugeln wurden durch eine kleine Treibladung im Flug nach vorn ausgestoßen, ohne das Geschossgehäuse vollständig zu sprengen. Die Wirkung entsprach einer großkalibrigen Schrotladung: Ein 75 mm-Schrapnellgeschoss enthielt z. B. 270 Bleikugeln (ca. 1,3 cm Durchmesser), ein 155 mm-Geschoss sogar 800 Kugeln. Diese verteilten sich in einem weiten Kegel auf die feindliche Infanterie. Schrapnellmunition erwies sich im 19. Jahrhundert als äußerst wirksam gegen Truppen im offenen Feld. Allerdings zeigte der Stellungskrieg des Ersten Weltkriegs die Grenzen der Schrapnellgeschosse auf – in Schützengräben boten Erddeckungen Schutz vor den flach anfliegenden Kugelbündeln. Zudem war die exakte Zeitzündung für die Luftdetonation schwierig einzustellen (insbesondere bei schlechter Sicht oder Nacht). Deshalb ging man im Ersten Weltkrieg zur Hochexplosiv-Granate mit Splitterwirkung über.

### Erster und Zweiter Weltkrieg
Ab 1914 dominierten Sprenggranaten mit Stahlmantel, die beim Aufschlag durch einen Heck- oder Aufschlagzünder zur Detonation gebracht wurden. Die Metallhülle riss dabei in zahlreiche unregelmäßige Splitter. Diese Splittergranaten waren effektiver im Grabenkrieg, da die Fragmente in alle Richtungen schleuderten und auch in Deckungen eindringen konnten. Gleichzeitig wurde erkannt, dass die Fragmente der Hülle nun Hauptträger der Wirkung waren – anders als beim Schrapnell, wo die Hülle intakt blieb. So stammte die zerstörerische Wirkung von Sprenggranaten fortan aus der kombinierten Explosions- und Splitterwirkung: Die Detonation zertrümmerte Ziele durch Druck und schleuderte Splitter, um lebende Ziele zu bekämpfen.
Zwischen 1918 und 1945 wurde die Splittermunition weiter optimiert. Im Zweiten Weltkrieg entwickelten alle Seiten spezielle Splitterbomben und Granaten. Handgranaten wie die britische Mills Bomb (No.5) oder die US-Mk.II “Pineapple”-Granate besaßen geriffelte Außenhüllen, die beim Explodieren in handliche Würfelstücke zerbrechen sollten. Diese vorgeformten Einkerbungen sollten eine möglichst gleichmäßige Splittergröße erzielen – eine frühe Form der kontrollierten Fragmentation. (Anmerkung: Die Riffelung diente teils auch der Griffigkeit; tatsächlich entstehen Splitter teils unabhängig von der Oberflächenstruktur. Dennoch signalisierte das Design den Fokus auf Splitterwirkung.)
Für die Flak-Artillerie wurden dünnwandige Minen-Granaten eingesetzt, welche eine größere Sprengstofffüllung hatten. Während diese Minenmunition primär auf Blast gegen Flugzeuge setzte, hatten klassische Flakgranaten weiterhin Splitterwirkung durch die zerspringende Hülle. Zugleich entstand im Luftkrieg die Streubombe: etwa warfen deutsche Bomber Bündel von Splitterbomben (Bomblets) ab – kleine Sprengsätze, die in der Luft verteilt wurden und am Boden zahlreiche Splitter freisetzten, um Personenschäden auf einem großen Areal anzurichten. Im späteren Verlauf des Jahrhunderts wurden auch Bomblets mit kombinierter Wirkung entwickelt, z. B. gegen Panzer (Hohlladung) und als Splitter gegen Weichziele.

### Nach dem Zweiten Weltkrieg
Nach 1945 verlagerte sich die Entwicklung hin zu wirkungsvolleren und kontrollierbaren Fragmenten. Im Vietnamkrieg erkannte man, dass vorgeformte Splitter eine berechenbarere Wirkung erzielten. Die US-M26 Defensivhandgranate (Korea-Krieg Ära) besaß z. B. eine innere Drahtwicklung aus Kerbstahl, die beim Explodieren in gleichmäßige Stücke zerfiel – effektiver als die unkontrollierten Splitter der alten Mk.II. Zudem kam mit der Claymore-Mine (entwickelt 1950er, Einsatz in Vietnam) eine gerichtete Splitterladung zum Einsatz: Vor der Sprengladung sind in einer gebogenen Frontplatte rund 700 Stahlkugeln eingebettet, die beim Zünden in einem 60°-Fächer nach vorn geschleudert werden. Dies war ein Vorläufer moderner gerichteter Splitterwolken und zeigte, wie durch Anordnung der Splitter eine gewünschte Wirkung (hier ein tödlicher Sektor von ungefähr 50 m) erzielt werden konnte.

### Letzte Jahrzehnte des 20. Jahrhunderts und Beginn des 21. Jahrhunderts

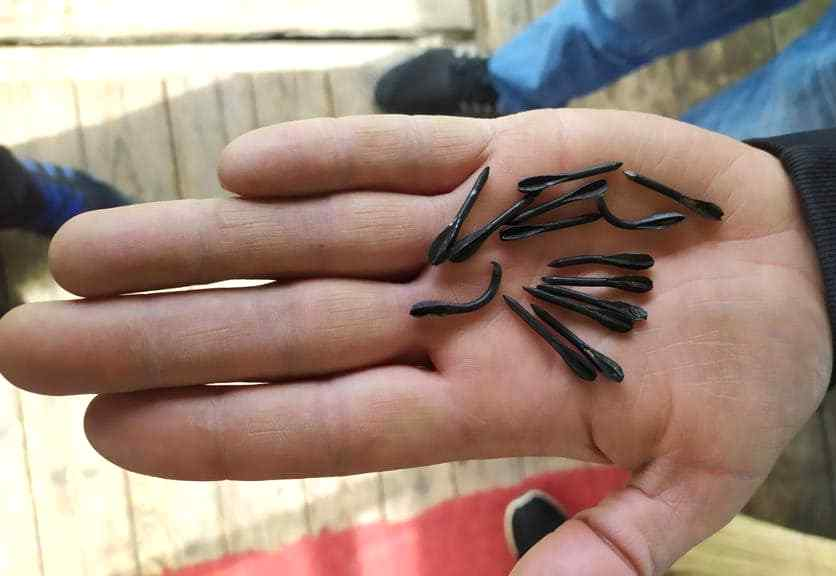
Im russischen Überfall auf die Ukraine verschossene russische Flechettes

In den letzten Jahrzehnten des 20. Jahrhunderts und im 21. Jahrhundert lag der Fokus auf kontrollierter Fragmentierung und speziellen Wirkladungen:
- Lenkflugkörper und Flugabwehr: Hier wurden ab den 1960ern Stab- und Ring-Splittergefechtsköpfe entwickelt. Ein Beispiel sind Continuous Rod Warheads, die nicht in einzelne Splitter zerfallen, sondern zu langen verbundenen Stahlstäben aufbrechen, die einen expandierenden Ring bilden und Flugzeuge durchschneiden. Andere Lenkwaffen verwenden vorgefertigte Splitter aus dichten Metallen, um bei einem Naheinschuss maximale Treffer auf dem Ziel zu erzielen.[8]
- Cluster-Munition: Streumunition wurde verfeinert – z. B. die US-Artilleriegranaten vom Typ DPICM (Dual-Purpose Improved Conventional Munition) enthielten Dutzende Submunitionen, die jeweils eine kleine Hohlladung für Panzerung und einen Splittermantel für Personenschaden kombinierten. Allerdings führte die hohe Blindgängerquote solcher Bomblets zu späten Kollateralschäden, was schließlich internationale Ächtungsabkommen (Oslo-Konvention 2008) nach sich zog.
- Präzisions-Submunition: Um die Wirksamkeit und Treffsicherheit zu erhöhen, wurden Sensorgelenkte Submunitionen entwickelt. Beispielsweise enthält die deutsche 155 mm-Artilleriegranate SMArt 155 zwei Abstands-Submunitionen, die per Radar- und Infrarotsensor Panzer aufspüren und dann mittels Explosively Formed Penetrators (EFP) gezielt von oben zerstören. Hier steht nicht die klassische Splitterwolke im Vordergrund, sondern ein präziser metallischer Projektilkern (ein “selbstgeschmiedeter” Splitter) für jeden gefundenen Panzer. Dennoch bleibt auch bei solchen Systemen die Splitterwirkung relevant, z. B. um weiche Ziele im Umkreis der Treffzone mitzunehmen. Moderne Gefechtsköpfe können so konzipiert sein, dass sie je nach Bedarf entweder als Hohlladung fokussiert oder als Splitterladung flächig wirken (Multimode-Gefechtsköpfe).[9][10]Im russischen Überfall auf die Ukraine verschossene russische Flechettes

### Neuzeitliche Gefechtsköpfe
Heute gibt es Bestrebungen, die Fragmentierung gezielt formbar zu machen. Beispielsweise werden programmierbare Airburst-Geschosse eingesetzt, die über dem Ziel detonieren und Splitter in einem definierten Kegel nach unten versprühen (etwa Luftabwehrgeschosse wie Rheinmetalls 35 mm AHEAD, das 152 vorgefertigte Wolframstücke zeitgenau ausstößt). Auf der anderen Seite des Spektrums gibt es Entwicklungen wie die Focused Lethality Munition, welche mit Carbonfaser-Hülle und Wolfram-Mikropulver arbeitet, um eine äußerst heftige, aber räumlich begrenzte Splitterwolke zu erzeugen (Dense Inert Metal Explosive, DIME) – so wird die tödliche Wirkung auf einen kleinen Radius konzentriert, außerhalb dessen die Splitter rasch an Energie verlieren. Solche Technologien zeigen, wie weit sich die ursprünglich grobe Splittermunition hin zu skalierbaren, kontrollierten Wirkungsprofilen entwickelt hat.

## Arten und Anwendung von Splittern
Moderne Munition nutzt eine Vielzahl von Fragmentierungsprinzipien, die nach Form, Material, Herstellung und Verwendungszweck unterschieden werden können. 

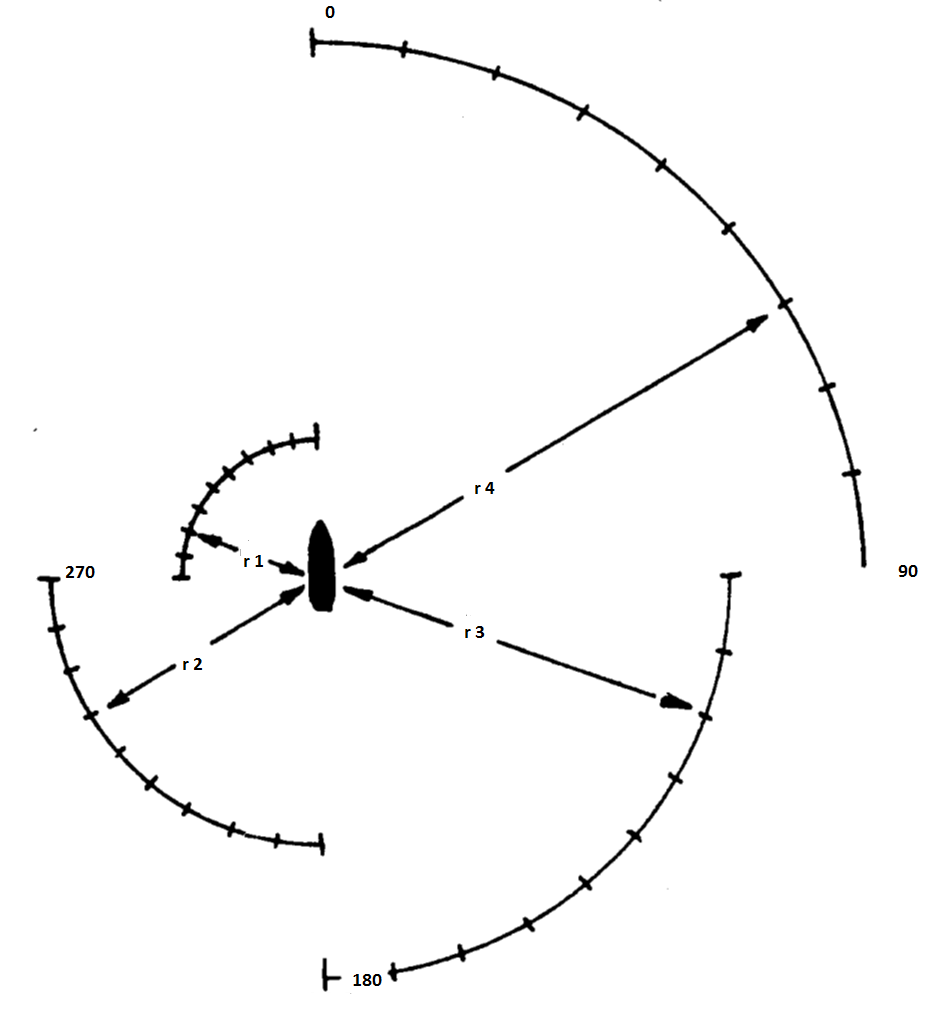
Grafik, die die abnehmende Splitterdichte mit größer werdendem Abstand zum Explosionspunkt anzeigt.

### Natürliche vs. kontrollierte Fragmentation
Natürliche Splitter entstehen allein durch das Zerbersten der Metallhülle unter Explosionsdruck. Diese Fragmente sind unregelmäßig in Form und Größe – von winzigen Schrapnellstückchen bis zu größeren Bruchstücken. Ihre Verteilung und Flugbahn ist statistisch zufällig; man erhält ein breites Spektrum an Masse und Geschwindigkeit. Der Vorteil ist eine einfache Herstellung (normale Geschosswandung), jedoch können viele Fragmente sehr klein ausfallen und schnell an Energie verlieren, während einige große Stücke unnötig schwer sind. Die Streuwirkung ist zwar großflächig, aber nicht optimal abgestimmt auf das Ziel. Beispielsweise wurde festgestellt, dass bei reiner Naturfragmentation oft nur 30–70 % der Splitter genügend Energie besitzen, um effektiv tödlich zu sein – je nach Entfernung und Zielart.

### Kontrollierte Fragmentation
Kontrollierte Fragmentation zielt darauf ab, Größe, Form und Anzahl der Splitter vorab zu bestimmen, um die Wirksamkeit zu optimieren. Hierzu gibt es zwei Hauptansätze:
1. Gesteuerte Bruchlinien: Die Munition hat Sollbruchstellen – z. B. eingearbeitete Rillen, Kerben oder Gittermuster an der Innenseite der Hülle. Beim Detonieren reißt die Hülle entlang dieser Muster, was gleichmäßigere, vorbestimmte Stücke ergibt. Man spricht auch von vorgespannten oder vorgeschnittenen Splitterhüllen. Viele moderne Handgranaten und Gewehrgranaten nutzen dieses Prinzip. So besitzt etwa die deutsche DM51-Handgranate einen Gussmantel mit vorgeformten Segmenten. Auch Rohrraketen und Artilleriegeschosse können im Sprengkopf innen angeritzte Raster aufweisen (embossed fragmentation). Diese Methode ist kostengünstig und steigert die Zuverlässigkeit der Splitterwirkung beträchtlich. Allerdings stößt sie an Grenzen, wenn die Geschosse hohen mechanischen Belastungen ausgesetzt sind (z. B. Beschleunigung im Kanonenrohr), da vorgespannte Hüllen strukturell schwächer sind.[7]
2. Vorgefertigte Splitter: Hier werden bereits fertige Metallstücke (Kugeln, Würfel, Zylinder, Stäbchen) in oder auf der Hülle der Munition integriert. Beim Bau des Gefechtskopfes platziert man diese Elemente in einer Matrix (z. B. aus Harz oder dünnem Metall) um den Sprengstoffkern. Bei der Detonation lösen sich diese Präzisions-Splitter und fliegen auseinander. Ihr Vorteil ist, dass Masse, Form und Anzahl der Fragmente genau festgelegt sind. Typische Formen sind kugelförmig (z. B. Stahl- oder Wolframkugeln) oder kubisch (Würfel aus Metall), da sich diese ohne Hohlräume dicht packen lassen. Mit vorgeformten Fragmenten lässt sich auch gezielt die Fragmentdichte anpassen – etwa kann man einen Mix aus schweren und leichten Splittern einsetzen, um sowohl gegen gepanzerte als auch ungepanzerte Ziele zu wirken. Ein Nachteil ist möglicherweise, dass solche Fragmente etwas geringere Anfangsgeschwindigkeit erreichen als natürliche Splitter, da sie sich meist etwas früher von der Hülle lösen und der Explosionsdruck sich schneller verteilt. Dieses Manko wird jedoch durch die höhere Anzahl wirksamer Splitter und ihre definierte Flugbahn ausgeglichen.[7]

### Klassifikation verschiedener Splitterarten nach Form, Material, Wirkung und typischem Einsatzbereich
| Splittertyp                         | Form & Herstellung | Material                       | Wirkungsmerkmale | Einsatzbeispiele |
| ----------------------------------- | --- | ------------------------------ | --- | --- |
| Natürliche Spliter                  | Unregelmäßige Bruchstücke aus zerberstender Hülle                                                                                               | Stahl, Gusseisen               | Breites Größenspektrum; teils sehr kleine Splitter mit schnell nachlassender Wirkung, teils große Brocken; zufällige Verteilung | Ältere Handgranaten und Artilleriegranaten ohne spezielle Splittervorkehrung; allgemeine Sprengbomben (z. B. 2. Weltkrieg)                                                                                        |
| Vorgeschnittene Splitter            | Hülle mit Sollbruchrillen oder Segmentierung (innen/außen)                                                                                      | Stahl (gehärtet oder Guss)     | Relativ einheitliche mittelgroße Fragmente; gleichmäßiger Deckungsbereich um die Detonation; zuverlässigere tödliche Reichweite als natürliche Splitter | Moderne Defensive Handgranaten (vorgekerbte Innenhülle); Mörsergranaten und Gefechtsköpfe von Raketen mit scoring (Ritzungen)                                                                                     |
| Vorgeformte Splitter (Kugel)        | Eingebettete Kugeln (oft in Harz oder dünnem Mantel fixiert)                                                                                    | Stahl, Wolfram-Legierung       | Große Anzahl gleichförmiger Splitter mit aerodynamisch günstiger Form (hohe Reichweite); bei Wolfram wegen hoher Dichte durchschlagsstark | Richtminen (z. B. Claymore: Stahlkugeln); Cluster-Bomblets (oft Stahlkügelchen); spezielle Gefechtsköpfe gegen Luftziele (Wolframkugeln in Fla-Raketen)                                                           |
| Vorgeformte Splitter (Würfel)       | Eingebettete Würfel oder Zylinder im Splittermantel                                                                                             | Stahl, Wolfram, Hartmetall     | Ebenfalls gleichförmig und gut packbar; Würfel bieten eine hohe Füllrate; hohe Fragmentdichte in Zielnähe, ggf. geeignet gegen leichte Panzerung (Wolframwürfel dringen tiefer ein) | Artillerie- und Panzermunition mit Splittermanschette (z. B. israelische M329 APAM mit Wolframwürfeln); Sprengköpfe moderner Lenkflugkörper                                                                       |
| Stab- oder Pfeil-Splitter           | Lange, dünne, vorgeformte Projektile (Flechettes)                                                                                               | Stahl (teils mit Leitwerk)     | Sehr gerade Flugbahn durch derartige Form; hoher Durchschlag auf hohe Distanz; decken aber nur schmalen Wirksektor ab; oft als Bundle verschossen | Flechette-Geschosse (z. B. Artillerie-Beehive-Geschoss oder bestimmte Clusterbomblets); historisch auch als Fliegerabwehrladung in Flak verwendet                                                                 |
| Hohlladungssplitter                 | Fragmente aus Hohlladungsgefechtskopf (meist Zusatzmantel)                                                                                      | Stahl, Kupfer (Liner)          | Bei reinen HEAT oft nur wenige Splitter (dünne Hülle) – deshalb oft Splitterring oder -mantel zusätzlich angebracht; Kombination aus Panzerdurchschlag durch den HEAT-Liner und Splitterwirkung gegen Weichziele                                                                              | Panzerabwehr-Sprengköpfe mit Splittermantel (z. B. PG-7VL für RPG-7 mit vorgespanntem Splitterring); Gewehrgranaten und Panzermunition mit Mehrzweckwirkung (HEAT-MP)                                             |
| Grichtete Splitterladung            | Spezielle Anordnung (Schirm-Kegel) von Fragmenten + formende Ladung                                                                             | Stahlkugeln, Vorfragmentierung | Fokussierte Fragmente in eine Richtung (vorne, seitlich etc.) statt rundum; viel höhere Trefferdichte auf gewählten Sektor, dafür außerhalb geringer Effekt; minimiert Gefahr für eigene Kräfte                                                                                               | Claymore-Mine (Fächer nach vorn); Luftabwehr: z. B. AHEAD-Airburst erzeugt kegelförmige Wolke vor dem Ziel; Splitterkanister für Panzermunition, der bei Luftzündung zur Seite streut (Airburst gegen Infanterie) |
| Explosiv geformter Penetrator (EFP) | Metalldiskus, der durch die Explosion zu einem kompakten Metallprojektil geformt wird (kein Streufragment, sondern gerichteter Einzel-Splitter) | Kupfer, Stahl, Tantal          | Bildet einen großen Splitter (oder wenige) mit sehr hoher Geschwindigkeit und Dichte – wirkt wie ein Geschoss, dass Panzerungen auf mehrere 100 m durchschlagen kann. Kleiner Splitterradius, da Hauptenergie in das eine Projektil geht.                                                     | Panzerabwehr-Submunition (z. B. Sensor Fuzed Weapons: BONUS, SMArt); improvisierte Sprengfallen (EFP-IEDs); Spezialgefechtsköpfe für punktförmige Ziele                                                           |
| DIME-Mikrosplitter                  | Fein verteiltes Schwermetallpulver (anstelle weniger großer Fragmente) in Sprengladung mit splitterarmer Hülle (z. B. Faserverbund)             | Wolfram-Komposit               | Wolfram-Mikropartikel erzeugen im Nahbereich eine extrem dichte Wolke, die dort verheerend wirkt (ähnlich Schrot, aber viel dichter). Aufgrund geringer Masse verliert jeder Partikel jenseitseiniger Meter stark an Geschwindigkeit – begrenzter Wirkungsradius, reduziert Kollateralschäden | Neue präzisionsgelenkte Bomben für Einsätze in urbanem Umfeld (z. B. GBU-39/B FLM „Focused Lethality“); angestrebt, um nur das Ziel zu neutralisieren ohne Umgebung zu gefährden                                  |

Die obige Tabelle zeigt die Bandbreite an Splittertypen. Oft werden in der Praxis Kombinationen eingesetzt – z. B. ein vorgeritzter Stahlmantel plus eine Füllung aus Wolframkugeln. Auch beeinflussen Materialwahl und Wärmebehandlung der Hülle die Fragmentbildung (Stahl mit hoher Sprödigkeit erzeugt mehr, kleinere Splitter; zäher Stahl eher wenige große).

## Typische Anwendungen in Waffen und Munition
- Handgranaten: Defensivhandgranaten sind darauf ausgelegt, möglichst viele Splitter in alle Richtungen zu schleudern, um im Umkreis (~5–15 m tödlich) Feinde kampfunfähig zu machen. Sie verwenden meist vorgesegementierte Metallgehäuse oder vorgeformte Wickeldraht-Inlays, um eine definierte Splittergröße zu erzielen. Beispiele: Die US M67 (Stahlkörper, natürliche Fragmente) oder die ehemalige deutsche Splitterhandgranate DM51 (gerillte Gussstahlhülle). Offensivhandgranaten hingegen haben oft leichtere Hüllen (Kunststoff/Pappe), da primär Druckwirkung gewünscht ist – sie erzeugen weniger Splitter.[7]US-Handgranate Mk2 (Pineapple)

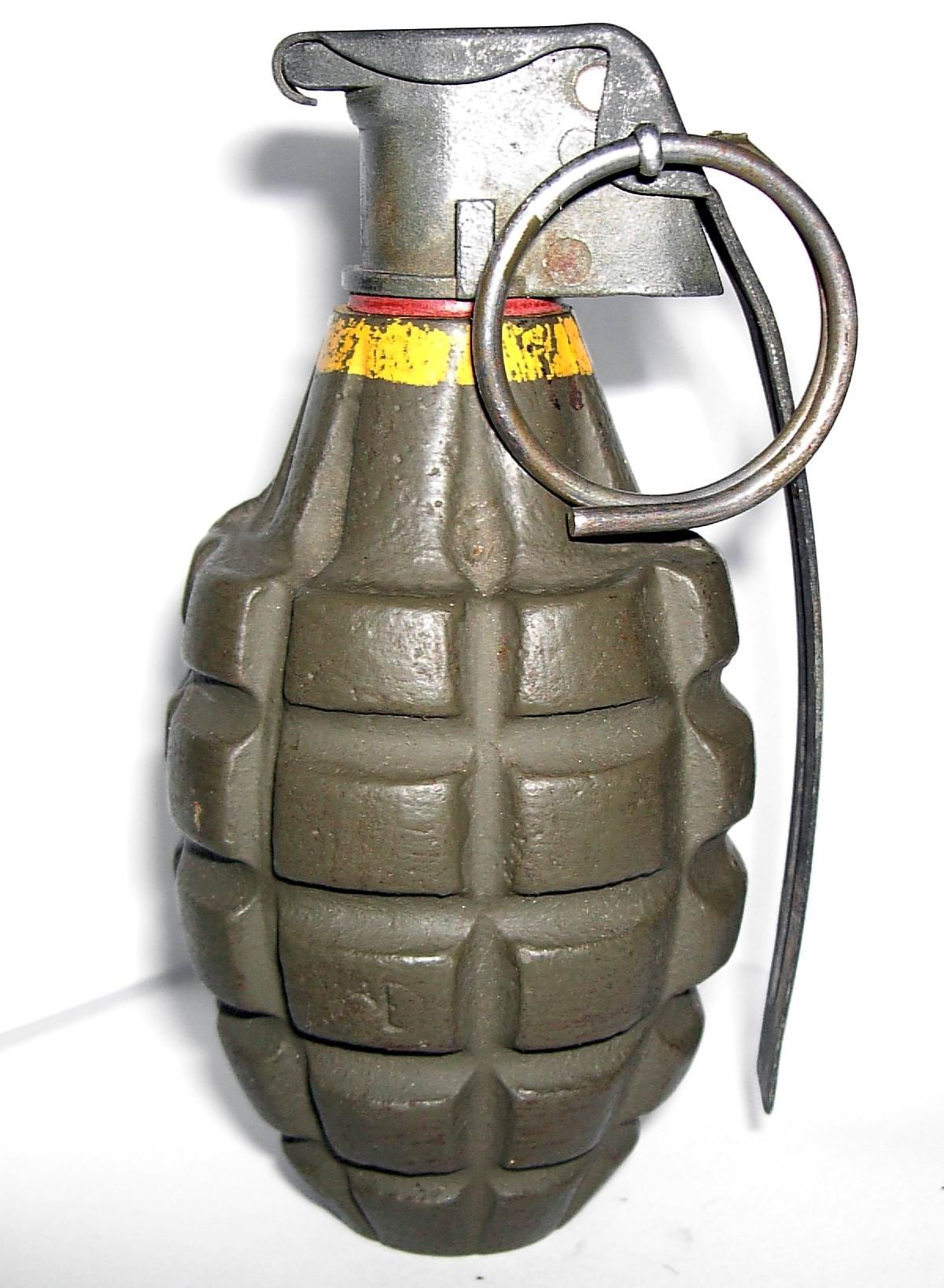
US-Handgranate Mk2 (Pineapple)

- Artilleriegranaten: Klassische HE-Granaten für Haubitzen und Mörser kombinieren Explosionsdruck und Splitter. Ihr Stahlmantel ist häufig optimiert für Fragmentierung (Materialwahl, evtl. innere Riefelung). So hat z. B. die 155 mm-Sprenggranate DM111 eine innenangearbeitete Rasterstruktur für gleichmäßige Splitter. Moderne Systeme erlauben auch Programmierzünder, um Granaten über dem Feind zur Detonation zu bringen (Airburst), was die Splitterwirkung gegen Deckungsvorgenes Infanterie massiv steigert. Zudem existieren Spezialgeschosse: sogenannte Killerkörper oder Bomblet-Träger, die Dutzende Submunitionen mit eigener Splitterwirkung freisetzen (z. B. 155 mm DPICM-Granaten mit Bomblets).
- Fliegerbomben: Allgemeine Mehrzweckbomben (z. B. Mark 82 Serie) bestehen aus dickwandigem Stahl; beim Abwurf bewirken sie tausende Splitter, die auf dem Ziel einschlagen. Für spezifische Zwecke gab es Splitterbomben mit vorgefüllten Hüllen (z. B. Cluster-Bomben vom Typ CBU-87 mit 202 Bomblets BLU-97, die jeweils eine ringförmige gerillte Hülle besitzen und beim Aufschlag in rund 300 scharfkantige Stücke zerfallen). Auch Brandbomben wurden mit zusätzlicher Splitterwirkung versehen – z. B. mischten einige Bomblets Zirkonium in den Splittermantel, um beim Aufprall Funken und Brandwirkung zu erzielen. Heutige Präzisionsbomben können mit Kits (Steuerflossen, Zünder) so angepasst werden, dass sie entweder als durchschlagende Bombe wirken (verzögerte Zündung, weniger Splitter) oder als oberflächliche Fragmentationswaffe (sofortige Detonation, maximale Splitter).[14]
- Lenkflugkörper und Raketen: Viele Flugabwehrraketen und Panzerabwehrlenkwaffen tragen Splittergefechtsköpfe. Luft-Luft-Raketen (z. B. AIM-9 Sidewinder früherer Generation) nutzten umlaufende vorgefertigte Fragmente oder Continuous-Rod-Konstruktionen, um beim Nahexplosion feindliche Flugzeuge zu perforieren. Moderne Modelle (AIM-9X, IRIS-T) haben gerichtete Splitterladung: der Zünder zündet, wenn die Rakete am Ziel vorbeifliegt, und schleudert Splitter gezielt seitlich in das Flugzeug. Boden-Luft-Raketen (SAM) wie die Patriot PAC-2 haben Gefechtsköpfe mit Wolfram-Splittern, um selbst robuste Gefechtsköpfe von einfliegenden Sprengköpfen zu zerstören. Auch Panzerabwehrlenkwaffen (z. B. TOW, Hellfire) enthalten nach dem Hohlladungsprinzip geformte Fragmente; einige besitzen austauschbare Gefechtsköpfe oder Vorsätze – z. B. ein Splittermantel gegen Infanterie, der bei Bedarf über den HEAT-Gefechtskopf gestülpt werden kann (ähnlich den improvisierten Fragmentation Sleeves im aktuellen Ukraine-Konflikt, die über RPG-7 Hohlladungsgranaten gezogen werden und beim Aufschlag in zusätzliche Splitter zerfallen).[6]

## Völkerrecht
Nachdem im Vietnam-Krieg zunehmend GI durch die Nylonkugeln der eigenen Handgranaten und Claymore-Minen verwundet wurden, forcierte man die Entwicklung der Kernspintomographie. Am 10. Oktober 1980 wurde in Genf das Übereinkommen über das Verbot oder die Beschränkung des Einsatzes bestimmter konventioneller Waffen, die übermäßige Leiden verursachen oder unterschiedslos wirken können unterzeichnet, das am 2. Dezember 1983 in Kraft trat. Das zu diesem Abkommen gehörende Protokoll I verbietet die Benutzung von Waffen, deren Haupteffekt auf Verletzungen durch nicht mit Röntgenstrahlung entdeckbare Splitter beruht.